# Le Grand Jeu (ouvrage historique)
Pour les articles homonymes, voir Le Grand Jeu.
Le grand jeu : Officiers et espions en Asie Centrale est un ouvrage historique de Peter Hopkirk, consacré principalement à la rivalité entre l'Empire britannique et celui des tsars en Asie centrale, entre l'expédition d’Égypte de 1798-1799 et la conclusion de la Convention anglo-russe de 1907. L'ouvrage aborde plus brièvement l'extension de l'empire russe dans le Caucase, ainsi que la guerre russo-japonaise de 1904-1905. Comme son titre l'indique, il est donc consacré à ce qu'il est d'usage d’appeler le « Grand Jeu ».

## Présentation
L'ouvrage de Peter Hopkirk est divisé en 37 chapitres, répartis en trois parties, précédés d'une préface (d'Olivier Weber), de cartes géographiques et d'un prologue de l'auteur, et suivis d'un épilogue de l'auteur, de remerciements, d'un index général, d'un index des noms de personnes et d'une bibliographie.
Le livre s'ouvre sur l'évocation de l'exécution, à Boukhara, en juin 1842, de deux militaires britanniques, Charles Stoddart et Arthur Conolly, décapités sur ordre de l'émir du lieu. Il aborde ensuite rapidement l'histoire de la Russie, depuis l'invasion mongole du début du XIIIe siècle jusqu'au règne de Catherine la Grande. Il aborde ensuite véritablement son sujet, à savoir les craintes que font peser sur l'intégrité des Indes britanniques les menées expansionnistes de l'empire des tsars. Tout au long du XIXe siècle, les Russes ne cessent de progresser vers le sud depuis la mer Caspienne, en annexant successivement tous les khanats sur leur route : Boukhara, Kokand, Khiva, Tachkent, Samarcande… Face à ce qu'ils voient comme un péril grandissant pour leur empire des Indes, les Britanniques se divisent en deux tendances : les adeptes de la Forward Policy, qui prônent une politique active de contrôle des territoires disputés, pouvant aller jusqu'à leur annexion, et ceux de la Masterly Inactivity School (que le traducteur a rendu par « doctrine de l'attentisme attentif »), beaucoup plus sceptiques sur les chances pour une armée d'invasion russe de franchir les déserts et les montagnes protégeant l'Inde (sans parler de leurs belliqueux habitants), et donc partisans d'une posture plus défensive et passive.
L'ouvrage décrit principalement les actions des adeptes de la Forward Policy, souvent de jeunes officiers (d'abord de la Compagnie des Indes orientales, puis de l'armée), en mission plus ou moins officielle, qui s'infiltrent dans les territoires séparant l'Inde de l'Empire russe pour y recueillir des renseignements, y convaincre les pouvoirs locaux de l'utilité pour eux de s'allier aux Britanniques, et s'y opposer aux menées contraires de leurs homologues russes. Le lecteur fait ainsi connaissance avec le jeune Henry Pottinger, son neveu Eldred, sir Alexander Burnes, sir William Hay Macnaghten, James Abbott, Richmond Shakespear, les malheureux Charles Stoddart et Arthur Conolly, sir Henry Rawlinson, le colonel Frederick Burnaby, George Hayward, et Francis Younghusband. Les Russes ne sont pas en reste, avec notamment Alexandre Griboïedov, Nikolaï Muraviev, Yan Vitkevitch, Piotr Badmaev et Bronislav Gromchevsky.
Le sommet dramatique de l'ouvrage est atteint lors du récit du massacre de la garnison de Kaboul par les Afghans en 1841-42, lors de la première guerre anglo-afghane. Trois chapitres y sont consacrés (les 18, 19 et 20). Un autre moment remarquable, moins dramatique, mais plus romanesque, est constitué par la rencontre en 1889, en plein Karakoram de Francis Younghusband et de ses Gurkhas avec Bronislav Gromchevsky et son escorte de Cosaques (chapitre 33). En pleine montagne, à des centaines de kilomètres de leurs bases respectives, les deux hommes dînent courtoisement ensemble sous la tente, échangeant vodka et brandy, et discutant du Grand Jeu. Ils se quittent bons amis au matin, chacun reprenant sa route, non sans espérer se revoir un jour, que ce soit en paix à Saint-Pétersbourg ou en guerre sur la frontière, mais toujours chaleureusement.

## Analyse et commentaire
L'ouvrage de Hopkirk s'appuie sur de nombreuses recherches, notamment dans les archives du bureau de l'Inde (India Office). Les neuf pages de bibliographie témoignent de l'ampleur des lectures de l'auteur pour rédiger ce livre.
Celui-ci privilégie le récit évènementiel des évènements politiques, militaires et diplomatiques relatifs à son sujet. Il aborde plus brièvement des évènements plus « périphériques », tels la guerre de Crimée ou la guerre russo-japonaise. Le point de vue privilégié est celui des Britanniques, mais ceux des Russes et des acteurs locaux ne sont pas ignorés. Pour autant, le récit est relativement objectif. Les erreurs, voire les crimes des Britanniques sont présentés et décrits au même titre que leurs réussites.
Cependant, l'ouvrage n'aborde pas les dimensions culturelles et sociales, en particulier pour ce qui concerne les peuples autochtones. Leur comportement et ceux de leurs dirigeants sont décrits, mais cette description ne débouche pas sur une analyse des ressorts plus profonds de ces comportements (ce qui, il est vrai ne rentre pas dans l'objet du livre).
Concernant le style, l'ouvrage est écrit clairement et se lit sans difficulté, grâce notamment aux cartes qu'il inclut (mais qui n'ont pas été traduites en français, d'où quelques différences dans la désignation de certains lieux).